# حي المزرعة
حي المزرعة هي منطقة تتبع إدارياً لمدينة دمشق، تقع بين ساحة السبع بحرات وحي الشهداء، سميت قديماً ببستان المزرعة.